# Сирійська криза (1957)
Сирійська криза 1957 року — період жорсткої дипломатичної конфронтації під час Холодної війни, в якій брали участь Сирія та Радянський Союз з одного боку, і Сполучені Штати та їхні союзники, включаючи Туреччину і Багдадський пакт, з іншого.
Напруженість почалася 18 серпня, коли сирійський уряд під головуванням Шукрі Аль-Куатлі, зробив низку провокаційних інституційних змін, на кшталт призначення полковника Афіфа Аль-Бізрі начальником штабу сирійської армії, котрий, за твердженням західних урядів, був радянським симпатиком. Підозра, що в Дамаску стався комуністичний переворот росла, спонукаючи сусідні Ірак, Йорданію та Ліван розглянути можливість підтримки арабської чи західної військової інтервенції для повалення сирійського уряду. Туреччина була єдиною країною, яка втрутилася, розгорнувши тисячі військових уздовж сирійсько-турецького кордону. Микита Хрущов пригрозив, що запустить ракети на Туреччину, якщо вона нападе на Сирію, водночас Сполучені Штати заявили, що можуть атакувати Радянський Союз у відповідь, в разі нападу на Туреччину. Криза закінчилася в кінці жовтня, коли Туреччина, в результаті тиску США, погодилася припинити прикордонні операції та Хрущов несподівано відвідав посольство Туреччини в Москві.
Події розглядались як великий провал доктрини Дуайта Ейзенхауера, котра підкреслювала, що Сполучені Штати можуть втрутитися військовим шляхом, від імені близькосхідного союзника, для боротьби з «міжнародним комунізмом».

## Передумови
1957 року на Близькому Сході відбулась низка переворотів та революцій в країнах, підтримуваних Заходом. Повалення сирійського режиму, котрого в Москві вважали за головного стратегічного союзника в регіоні, стало б серйозним ударом для радянської міжнародної політики. Протягом 1955-57 років, Сирія та Радянський Союз уклали низку договорів про постачання озброєння до Сирії на суму 70 мільйонів доларів, що викликало незадоволення в Сполучених Штатах.

## Перебіг
Криза почалася після кроків сирійського уряду в просуванні ідеї, що Дамаск контролюють комуністи: заміна Тауфіка Нізама ад-Діна полковником Афіфом Аль-Бізрі, на посаді начальника штабу сирійської армії, спонукала цьому. Західні уряди підозрювали останнього в симпатії до комунізму. Напередодні Сирія вислала трьох американських дипломатів, яких Дамаск звинуватив у змові з метою повалення уряду.
Спеціальний посланник президента Дуайта Ейзенхауера на Близькому Сході Джеймс Річардс попередив про занадто різкі заходи та вважав, що напруженість може «змінити характер і послабнути через кілька днів або тижнів» після англо-американських перемовин у відповідь на інциденти. Держсекретар США Джон Фостер Даллес назвав ситуацію «абсолютно неприйнятною» та закликав до подальших зусиль щодо недопущення перетворення Сирії в «радянський супутник». Однак, він сподівався, що силова реакція на ці події буде відвернена, особливо Ізраїлем. 21 серпня, за порадою Даллеса, Ейзенхауер зробив незрозумілі заяви про події під час пресконференції, не стверджуючи, що сирійський уряд контролювався комуністами. Сирія відповіла ще однією пресконференцією два дні по тому, заявивши, що Дамаск прихильний «позитивному нейтралізму» — зовнішньополітичній доктрині, яка підкреслює незалежність від «патерналізму» наддержав холодної війни.
До кінця серпня і Вашингтон, і Лондон були переконані, що Сирія більше не перебуває у таборі неприєднаних країн і що необхідно щось зробити, щоб запобігти підривній діяльності сусідніх країн. У листі Даллесу від 28 серпня британський прем'єр-міністр Гарольд Макміллан охарактеризував радянського лідера Микиту Хрущова як «більш небезпечного, ніж Сталін», та підкреслив важливість вжиття заходів для того, щоб сусідні Ліван, Йорданія і, зрештою, Ірак, не потрапили під радянську сферу впливу. Того ж дня посол Великої Британії в Йорданії Чарльз Джонстон заявив, що йорданський уряд знав про антиурядові осередки в Сирії, щодо котрих він розглядав питання озброєння, але потім відмовився від цієї ідеї та вирішив дочекатися розвитку подій. В кінці місяця Ейзенхауер направив Лоя Гендерсона спеціальним посланником на Близький Схід, який повинен був виробити рішення щодо кризи шляхом консультацій з зацікавленими урядами, за винятком сирійського уряду.
2 вересня держсекретар Даллес заявив на пресконференції у Вашингтоні, що всі країни, котрі межують із Сирією, дотримуються думки, що Сирія стане комуністичною державою, якщо не буде вчинено жодних дій протягом наступних 60 днів. Це сталося після того, як Гендерсон передав Ейзенхауеру звіт про свій візит на Близький Схід. Після цього було здійснено низку важливих дипломатичних консультацій між офіційними особами різних країн, в ході яких було виявлено, що Ізраїль готовий почати військові дії, якщо інші, сусідні з Сирією країни, не вирішать «запечатати» країну, що обговорювалося на початку вересня під час зустрічі в Анкарі між прем'єр-міністром Туреччини Аднаном Мендересом, спадкоємцем престолу Іраку принцом Абд аль-Ілахом та американським послом у Туреччині. Зрештою, Захід змусив Ізраїль проявити стриманість та не реагувати. Абд аль-Ілах був обережним, позаяк хотів спочатку порадитися з Йорданією: проникнення на сирійську територію через цю країну здавалося йому кращим планом, ніж через іраксько-сирійський кордон. Однак Туреччина готова вжити військових заходів, оскільки вона розглядала ситуацію через призму власної національної безпеки.